# Paul Gadenne
Paul Gadenne (Armentières (Norte), 4 de abril de 1907 - Cambo-les-Bains (Pyrénées-Atlantiques), 1 de mayo de 1956) fue un escritor francés.

## Trayectoria
Expulsada de su pueblo natal, Armentières, por la Primera Guerra Mundial, la familia Gadenne se refugió en Boulogne-sur-Mer antes de instalarse en París. 
En la capital, y desde 1918, Paul Gadenne pudo hacer sus estudios; fue un alumno destacado del liceo Louis-le-Grand. Luego, se licenció en la Facultad de la universidad de París, y obtuvo el diploma se estudios superiores con un trabajo sobre Proust. Logró un puesto de profesor en Elbeuf (Normandía), en 1932.
La tuberculosis interrumpe su carrera en 1933. Estuvo varios meses en la Alta Saboya, concretamente en el sanatorio de Praz-Coutant situado ceca de Sallanches. Esta experiencia le marcará como escritor. Su reclusión, motivada por la enfermedad, le empuja a elaborar una obra secreta, muy sugestiva y densa. Con medios narrativos muy sencillos logró crear atmósferas tenebrosas y llenas de misterio. Muere, tras una larga agonía, a los 49 años.
Ya su primera novela, Siloé (1941), es en parte autobiográfica. En las dos siguientes, aborda la vida de un poeta: La Rue profonde (1948) y L'Avenue (1949). El resto de su obra profundiza en su idea de prosa: La Plage de Scheveningen (1952), sobre la posguerra, L'Invitation chez les Stirl, y el póstumo y abismal Les Hauts Quartiers.
Tras su muerte, la obra de Gadenne —alabada por su originalidad tan personal— cayó en el olvido, y solo poco a poco viene recuperándose. Gadenne ha dejado escritos relatos, reunidos póstumamente en Scènes dans le château (1986), poesía (Poèmes posthumes), y reflexiones sobre la escritura À propos du roman.

## Obras

### Novelas
- Siloé, Gallimard, 1941 (Seuil, 1974).
- Le Vent noir, Gallimard, 1947 (Seuil, 1983).
- La Rue profonde, Gallimard, 1948 (Le Dilettante, 1995).
- L'Avenue, Gallimard, 1949.
- La Plage de Scheveningen, Gallimard, 1952.
- L'Invitation chez les Stirl, Gallimard, 1955 (en la col. "L'Imaginaire", 2009).
- Les Hauts-Quartiers, Seuil, 1973.

### Otros escritos
- Baleine, Actes Sud, 1982, relato.
- Scènes dans le château, Actes Sud, 1986; todos los relatos. Tr.: Escenas en el castillo, Buenos Aires, El Cuenco de Plata, 2008.
- Poèmes, Actes Sud, 1983.
- Michel Kohlaas, teatro, basado en la novela de Heinrich von Kleist.
- A propos du roman, Actes Sud, 1983, ensayos.
- Carnets.

## Enlaces
- Perfil  (enlace roto disponible en Internet Archive; véase el historial, la primera versión y la última).

- Datos: Q774678